# Yōhei Takayama
Yōhei Takayama (jap. 高山 洋平, Takayama Yōhei; * 26. November 1979 in der Präfektur Yamanashi) ist ein ehemaliger japanischer Fußballspieler.

## Karriere
Takayama erlernte das Fußballspielen in der Schulmannschaft der Hikawa High School. Seinen ersten Vertrag unterschrieb er 1998 bei den Ventforet Kofu. Der Verein spielte in der zweithöchsten Liga des Landes, der Japan Football League. 2001 wechselte er zu Gunma FC Horikoshi. Ende 2003 beendete er seine Karriere als Fußballspieler.